# Ranunculus cymbalariifolius
Ranunculus cymbalariifolius là một loài thực vật có hoa trong họ Mao lương. Loài này được Balb. ex Moris miêu tả khoa học đầu tiên năm 1827.